# Saint-Martin-des-Entrées
Saint-Martin-des-Entrées – miejscowość i gmina we Francji, w regionie Normandia, w departamencie Calvados.
Według danych na rok 1990 gminę zamieszkiwało 487 osób, a gęstość zaludnienia wynosiła 81 osób/km² (wśród 1815 gmin Dolnej Normandii Saint-Martin-des-Entrées plasuje się na 451. miejscu pod względem liczby ludności, natomiast pod względem powierzchni na miejscu 798.).